# Anthela neurospasta
Anthela neurospasta is een vlinder uit de familie van de Anthelidae. De wetenschappelijke naam van de soort is voor het eerst geldig gepubliceerd in 1902 door Turner.